# Camptostoma imberbe
A Camptostoma imberbe a madarak (Aves) osztályának verébalakúak (Passeriformes) rendjébe és a királygébicsfélék (Tyrannidae) családjába tartozó faj.

## Rendszerezése
A fajt Philip Lutley Sclater angol ügyvéd és zoológus írta le 1857-ben.

## Alfajai
- Camptostoma imberbe imberbe P. L. Sclater, 1857
- Camptostoma imberbe ridgwayi (Brewster, 1882)
- Camptostoma imberbe thyellophilum Parkes & A. R. Phillips, 1999[2]

## Előfordulása
Az Amerikai Egyesült Államok déli részén, valamint Mexikó, Belize, Costa Rica, Guatemala, Honduras, Nicaragua és Salvador területén honos. 
Természetes élőhelyei a szubtrópusi és trópusi síkvidéki és hegyi esőerdők, sivatagok, szavannák és bokrosok, valamint emberi környezet, ültetvények és vidéki kertek. Száraz és nedves környezetben, egyaránt jól érzi magát. Állandó, nem vonuló faj.

## Megjelenése
Testhossza 11 centiméter, testsúlya 7 gramm.
|  |

## Életmódja
Tápláléka rovarokból és bogyókból áll.

## Szaporodása
Fészkét növényekből  készíti. Fészekalja 2  tojásból áll, melyet a tojó költ 14–15 napon keresztül. A fiókák 17 nap után repülnek ki a fészekből.

## Természetvédelmi helyzete
Az elterjedési területe rendkívül nagy, egyedszáma ugyan csökken, de még nem éri el a kritikus szintet. A Természetvédelmi Világszövetség Vörös listáján nem fenyegetett fajként szerepel.